# Emlyn Hughes
Emlyn Walter Hughes OBE (Barrow-in-Furness, 28 augustus 1947 – Sheffield, 9 november 2004) was een Engels voetballer. Hughes was een linksachter en speelde in de jaren zestig en zeventig voor Liverpool. Hij was jarenlang aanvoerder en een boegbeeld. Hughes droeg de bijnaam "Crazy Horse". Hij overleed op 57-jarige leeftijd aan een hersentumor.

## Clubcarrière

### Liverpool
Emlyn Hughes transfereerde in 1967 van Blackpool naar Liverpool. Hughes werd aan de Mersey een monument. Hij werd op eigen bodem vier keer kampioen van de Football League First Division en won de FA Cup in 1974. Hij speelde 474 competitiewedstrijden voor Liverpool. Ook internationaal behaalde hij grootse successen bij de Reds en dat altijd als basisspeler en bijna allemaal als aanvoerder. Hughes won twee maal op rij de Europacup I met een dominant Liverpool in 1977 tegen het Duitse Borussia Mönchengladbach, de eerste Europabeker in de clubgeschiedenis, en 1978 (tegen het Belgische Club Brugge).
Daarnaast voegde Hughes de recentere UEFA Cup (Europacup III) op twee aangelegenheden aan zijn palmares toe: in 1973 en 1976 (ook dat jaar tegen Club Brugge). Hughes speelde links in de viermansverdediging met de centrumverdedigers Phil Thompson en Tommy Smith en het andere – qua prijzen – gedecoreerde clubicoon Phil Neal speelde op rechts. Hij maakte de gloriejaren van Liverpool onder de managers Bill Shankly en Bob Paisley mee. In Hughes' periode liepen op Anfield spelers als Kevin Keegan, doelman Ray Clemence, Ian Callaghan, Graeme Souness, Jimmy Case, John Toshack, Ray Kennedy en Kenny Dalglish rond. De aanvoerdersband kreeg hij in 1974 om de arm, ten nadele van Smith die de band moest afstaan.
Tot en met 1979 was de invloedrijke linksachter op Anfield te bewonderen.
In 1979 verhuisde Hughes naar Wolverhampton Wanderers voor 90.000 Britse pond. Een jaar later won hij de League Cup.

### Latere carrière
Daarna was het nog niet voorbij. Hughes bouwde nog wat af en kwam na Wolverhampton Wanderers nog uit voor de Engelse clubs Rotherham United, Hull City, Mansfield Town – waar hij speler-manager werd – en uiteindelijk het Welshe Swansea City. In Wales zette Hughes in november 1984 een punt achter zijn loopbaan.

## Interlandcarrière
Emlyn Hughes droeg tijdens zijn loopbaan 62 maal het plunje van het Engels voetbalelftal en speelde mee op het wereldkampioenschap voetbal 1970 in Mexico en het Europees kampioenschap voetbal 1980 in Italië.

## Computerspellen
Emlyn Hughes heeft bij leven zijn naam verleend aan twee computerspellen: Emlyn Hughes International Soccer en Emlyn Hughes Arcade Quiz, beide uitgebracht voor de Atari ST en Commodore 64 in 1988 en 1990 respectievelijk.

## Erelijst
Liverpool
- Football League First Division (4): 1972/73, 1975/76, 1976/77, 1978/79
- FA Cup (1): 1973/74
- FA Charity Shield (3): 1974, 1976, 1977
- Europacup I (2): 1976/77, 1977/78
- UEFA Cup (2): 1972/73, 1975/76
- Europese Supercup (1): 1977

 Wolverhampton Wanderers
- Football League Cup: 1979/80

Individueel
- FWA Footballer of the Year: 1977
- Officer of the Order of the British Empire: 1980